# Frattura (medicina)
La frattura in medicina è l'interruzione dell'integrità parziale o totale di un osso. Se la frattura riguarda solo l'osso è detta "isolata", mentre se coinvolge anche i legamenti è detta "associata".

## Classificazione
Le fratture sono classificate secondo diversi criteri.
In base all'eziologia si distinguono:
- fratture traumatiche: avvengono in un osso con normale resistenza meccanica;
- fratture patologiche: avvengono in un osso con ridotta resistenza meccanica, per condizioni patologiche generali o locali, e sono causate da un trauma incapace di interrompere un osso normale;
- fratture da durata (o da stress): tipica degli sportivi, viene causata da microtraumi reiterati in un osso con normale resistenza meccanica (si verificano lentamente).
- fratture da avulsione: sono delle fratture traumatiche ma causate da una brusca e violenta contrazione muscolare (esempio la frattura di Segond)
In base all'energia traumatica distinguiamo:
- fratture ad alta energia (si creano tante linee di frattura);
- fratture a media energia (causata ad esempio dallo stiramento di un tendine);
- fratture a bassa energia (tipica degli anziani, per incidenti, patologica, maltrattamenti su bambini).
- fratture a legno verde (tipiche dei bambini, in osso giovane, morbido ed elastico)
In base alla sede vi sono:
- fratture epifisiarie: coinvolgono l'articolazione dove l'osso epifisario è avvolto da cartilagine la quale permette un perfetto movimento tra le ossa. In questo tipo di fratture la cartilagine si rompe ed è necessaria l'operazione chirurgica per la ricostruzione articolare. È una frattura di facile guarigione in quanto le epifisi sono altamente vascolarizzate.
- fratture metafisiarie: la metafisi è la parte ossea che fa da sostegno alle epifisi; è costituita da osso spugnoso molto vascolarizzato ma molle ed è sede dell'attività osteoclastica. Per questo motivo le fratture metafisarie sono più frequenti in soggetti anziani.
- frattura da stress: Si verifica a causa di uno stress ripetuto o eccessivo sull'osso, spesso associato a attività sportive intense o movimenti ripetitivi.
- fratture diafisiarie: se il soggetto è giovane è più facile sia netta e diretta, se il soggetto è anziano è più frequente essa sia indiretta e a spirale.
In base all'orientamento della rima di frattura, la frattura può essere: trasversale, obliqua, a spirale, comminuta, longitudinale.
In base allo spostamento dei monconi una frattura può essere: laterale, angolare, longitudinale, rotatoria.
Infine in base all'integrità della cute si hanno:
- fratture chiuse: dove la pelle è intatta e non si riscontrano monconi ossei sporgenti (l'osso non comunica con l'esterno);
- fratture esposte: dove l'osso comunica con l'esterno. Esse comportano un rischio di infezione elevato e richiedono un trattamento antibiotico oltre a quello medico-chirurgico.
Un'ulteriore classificazione riguarda il posizionamento dei due monconi nella frattura semplice rispetto all'asse: una frattura composta presenta i due monconi allineati, a differenza di quanto avviene nel caso di una frattura scomposta. Nel primo caso, la difficoltà del trattamento da parte del medico ortopedico è senz'altro minore, mentre nel secondo è necessaria una manipolazione per la riduzione della frattura, in alcuni casi per mezzo di un intervento chirurgico.
Un'ulteriore distinzione è quella tra fratture fisiologiche e patologiche. Le prime avvengono in seguito ad un trauma e rappresentano il tipo più comune di frattura ossea. Le seconde invece avvengono a causa di una patologia in corso, quale può essere, ad esempio, un tumore che crescendo eroda pian piano l'osso fino a che si fratturi.

## Diagnosi
La diagnosi di una frattura può essere effettuata attraverso una serie di metodi, tra cui la valutazione dei sintomi, l'esame fisico, le radiografie e la tomografia computerizzata (TC). I sintomi comuni di una frattura articolare includono dolore, gonfiore, rigidità e incapacità di muovere l'articolazione interessata. Durante l'esame fisico, il medico può cercare segni di gonfiore, deformità o instabilità nell'articolazione interessata. Le radiografie possono essere utilizzate per visualizzare la frattura e determinarne la posizione e la gravità. La tomografia computerizzata (TC) può essere utilizzata per visualizzare la frattura in dettaglio e per determinare se ci sono danni ai tessuti molli circostanti.

## Guarigione
Dopo che l'ortopedico, valendosi del supporto della radiologia, ha eseguito manovre di riduzione della frattura se necessarie, provvede ad immobilizzare la parte per mezzo di un'ingessatura o dell'applicazione di un tutore. Ciò rende possibile la formazione del callo osseo mantenendo l'allineamento dei monconi e ripristinando così in maniera naturale la funzionalità originaria dell'osso stesso.
Nei casi più gravi, l'ortopedico ricorre a interventi chirurgici per asportare i frammenti ossei ed allineare le ossa, con l'applicazione di particolari strumenti alla fine dell'intervento.